# Apía (ort)
Apía är en ort i Colombia.   Den ligger i departementet Risaralda, i den centrala delen av landet, 210 km väster om huvudstaden Bogotá. Apía ligger 1 610 meter över havet och antalet invånare är 6 940.
Terrängen runt Apía är huvudsakligen kuperad, men västerut är den bergig. Runt Apía är det ganska tätbefolkat, med 111 invånare per kvadratkilometer. Närmaste större samhälle är Belén de Umbría, 13,3 km nordost om Apía. Omgivningarna runt Apía är en mosaik av jordbruksmark och naturlig växtlighet.